# Пино, Хоакин дель
Хоакин дель Пино Санчес де Росас Ромеро и Негрете (исп. Joaquín del Pino Sánchez de Rozas Romero y Negrete, 20 января 1729 — 11 апреля 1804), традиционно сокращаемый как Хоакин дель Пино-и-Росас (исп. Joaquín del Pino y Rozas) либо Хоакин дель Пино-и-Санчес (исп. Joaquín del Pino y Sánchez) — испанский колониальный администратор и военный.

## Биография
Родился в 1729 году в Баэне. В 18 лет стал кадетом Оранского полка. Получив офицерское звание, изучал математику, и в 1752 году стал военным инженером, участвовал в картографической съёмке Эмпорды. В 1753 году руководил реконструкцией Монтжуикской крепости в Барселоне. В 1760-х, во время войны с Португалией, руководил восстановлением береговых батарей. В 1769 году совместно с французами проводил картографическую съёмку Альдюда на франко-испанской границе.
В 1771 году по требованию вице-короле Рио-де-ла-Платы Хуана Хосе де Вертиса прибыл в Монтевидео для ремонта крепости. В 1773—1790 годах был губернатором Монтевидео. В 1790—1795 годах возглавлял Королевскую аудиенсию Чили, в 1795—1799 — Королевскую аудиенсию Чаркаса. С 1799 по 1801 годы был губернатором Чили.
20 мая 1801 года вступил в должность вице-короля Ла-Платы, на этой должности зарекомендовал себя как просвещённый правитель, эффективный администратор и верный слуга метрополии. Он провёл реконструкцию порта в Буэнос-Айресе, построил судоверфи в Корриентесе и Асунсьоне, в результате чего стало возможным строить собственные суда. Иностранным судам было запрещено разгружаться в портах вице-королевства, в результате чего ему на некоторое время удалось пресечь контрабандную торговлю.
В 1804 году скончался от болезни. В соответствии с законом, исполняющим обязанности вице-короля стал самый старший по званию офицер, которым на тот момент был генеральный субинспектор армии вице-королевства Рафаэль де Собремонте.

## Семья и дети
В 1783 году Хоакин дель Пино женился на Рафаэле де Вера Мухика и Лопес Пинтадо (1753—1816). У них было восемь детей:
- Франсиско Пио дель Пино и Вера Мухика (1784—1833), женился на Хуане Ромеро Франсии.
- Венсеслао дель Пино и Вера Мухика (1785—1821), женился на Марии Фернандес Вильямиле.
- Мигель дель Пино и Вера Мухика (1785-?)
- Хуана дель Пино и Вера Мухика (1786—1841), вышла замуж за Бернардино Ривадавию.
- Рафаэль Сатурнино дель Пино и Вера Мухика (1789-?)
- Мария дель Кармен Трифена Антония дель Пино и Вера Мухика (1790—1861), вышла замуж за Хуана Анхеля де Михелену[исп.].
- Мариано Хоакин дель Пино и Вера Мухика (1792—1824), женился на Хулии Киньонес де Леон.
- Франсиско Вентура де лос Долорес Росенда дель Пино и Вера Мухика (1795—1870).